# Chico Soares (político)
Francisco Soares de Sá, alcunhado de Chico Soares, nasceu em Patos, estado da Paraíba, no dia 15 de abril de 1928 e foi um político brasileiro.

## Biografia
Filho do casal João Soares do Nascimento e Cecília Soares de Sá, depois das primeiras letras e do curso primário, estudou no Ginásio Diocesano, concluindo o 2º grau em 8 de dezembro de 1942. Em Recife, no Colégio Padre Félix, fez o científico e quando foi em 1946 iniciou medicina, mas não possuindo vocação, deixou no 3º ano. Em 1950, foi aprovado no vestibular de Direito, na faculdade pernambucana, colando grau em 1954. No ano posterior, voltou para Patos, exercendo a profissão no fórum local e comarcas circunvizinhas e nesta época, devido ao convite do prefeito Nabor Wanderley da Nóbrega, foi secretário geral da Prefeitura.
Já em 1961, entrou para o Ministério Público, depois da aprovação em concurso e nomeado pelo então governador Pedro Moreno Gondim, ocupando a função de promotor da Comarca de Santa Luzia, sendo mais interino da Comarca de Patos. Em 1971, se transferiu para João Pessoa e ocupou a Secretaria Estadual do Interior e Justiça, devido convite do governador Ernani Sátyro, preocupando-se com problemas relacionados ao sistema carcerário da Paraíba e assistência aos municípios. Durante este período, assumiu também, em caráter interino e cumulativo, a titularidade da Secretaria Estadual de Administração.
Quando foi em 1974, disputou uma vaga de deputado estadual  pela ARENA, obtendo expressiva votação e ocupando a Assembleia Legislativa da Paraíba, mas não concorreu a uma reeleição devido à conclusão de que a função não fazia seu gênero. Deixando a Assembleia, exerceu a função de assessor especial junto à Secretaria de Interior e Justiça. Em 1980, foi promovido promotor de justiça da Comarca de Campina Grande, quando em 1983 obteve sua remoção para João Pessoa. Já em 1985, se tornou procurador.
Faleceu em 16 de abril de 1989, na oportunidade em que seu neto deixava também o convívio terrestre. Era o único neto, que levava seu nome, tendo nascido um mês antes de sua morte.